# Barú
Barú is een gemeente (in Panama un distrito genoemd) van de provincie Chiriquí in Panama. In 2015 was het inwoneraantal 58.000.
De gemeente bestaat uit devolgende vijf deelgemeenten (corregimiento): Puerto Armuelles (de hoofdplaats, cabecera), Baco, Limones, Progreso en Rodolfo Aguilar Delgado.